# Santa Maria la Strada
Santa Maria la Strada ('a Strata in siciliano) è una frazione di Giarre situata alla periferia nord del comune etneo (ne rappresenta l'ingresso nord) al confine con il territorio di Mascali.

## Storia
Nucleo dell'abitato è il Santuario di Santa Maria la Strada, che diede origine al villaggio. Proprio di fronte ad esso si trova il pozzo di Ruggero, che il conte normanno scavò in previsione dell'insediamento.
Dal XVI secolo, grazie a Nicola Maria Caracciolo, vescovo di Catania e Conte di Mascali, la zona cominciò a popolarsi di contadini e ricchi acesi che avevano nelle vicinanze vasti possedimenti. Il piccolo santuario divenne dunque luogo per l'ascolto della parola di Dio e la celebrazione dei sacramenti.
Il borgo, separandosi da Mascali, divenne parte del comune di Giarre nel 1815.

## Monumenti e luoghi d'interesse

### Architetture religiose

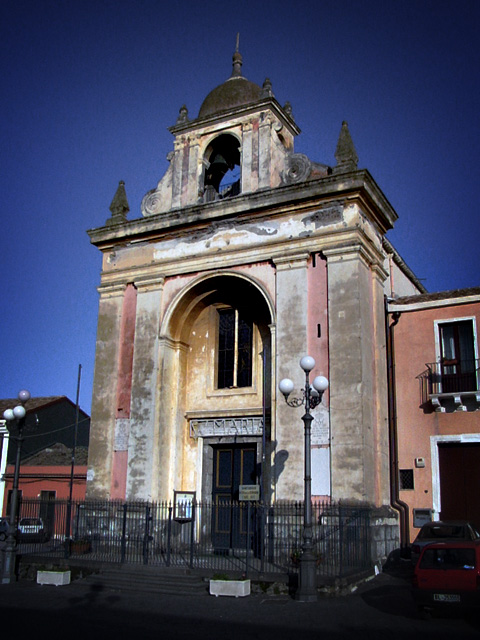
Il Santuario di Maria Santissima della Strada.

Il Santuario di Santa Maria la Strada risale al 1081, in pieno periodo normanno. La leggenda vuole che proprio nei pressi della borgata il conte normanno Ruggero I di Sicilia subì un'imboscata dai saraceni insieme a suo fratello Roberto il Guiscardo, mentre faceva ritorno in Calabria dopo aver espugnato Taormina e Aci. Grazie all'aiuto della Vergine riuscì a sconfiggere gli arabi (o, secondo altre versioni, a farli fuggire) e a proseguire il suo viaggio. Come segno di ringraziamento fece edificare il santuario, dedicandolo alla Vergine Odigitria, appunto, colei che indica la strada. Da allora il Santuario è stato meta di pellegrinaggi sino ai nostri giorni. Di questa leggenda non vi è alcuna conferma storica ed è possibile che la tradizione sia da collegarsi alla intensa attività di riconversione al cristianesimo avvenuta nel primo periodo normanno in Sicilia (XI secolo).
Nel corso dei secoli, il prospetto del Santuario è stato profondamente alterato, tanto che dell'antico aspetto medievale non resta quasi più traccia. Lo stato attuale del piccolo edificio sacro presenta una chiara struttura neoclassica con elementi barocchi. Al suo interno è possibile ammirare il dipinto di Maria Santissima della Strada con Bambino e piccolo San Giovanni Battista, di autore ignoto, ma attribuibile alla scuola di Antonello da Messina, nonché un'opera del pittore acese Pietro Paolo Vasta raffigurante la Madonna con Bambino e Santi Alfio, Cirino e Filadelfo.
Nel 1922 il santuario divenne parrocchia autonoma.

### Architetture civili
- Busto di papa Giovanni Paolo II
- Pozzo di Ruggero

## Infrastrutture e trasporti
Il paese è attraversato dalla Strada statale 114 Orientale Sicula.